# Rgaje
Rgaje (en serbe cyrillique : Ргаје) est un village de Serbie situé dans la municipalité de Prokuplje, district de Toplica. Au recensement de 2011, il comptait 9 habitants.

## Démographie
| 1948 | 1953 | 1961 | 1971 | 1981 | 1991 | 2002 | 2011 |
| ---- | ---- | ---- | ---- | ---- | ---- | ---- | ---- |
| 432  | 366  | 275  | 168  | 95   | 50   | 26   | 9    |

|  |